# 1809 en mathématiques
| Années des mathématiques : 1806 - 1807 - 1808 - 1809 - 1810 - 1811 - 1812    |
| Décennies des mathématiques : 1770 - 1780 - 1790 - 1800 - 1810 - 1820 - 1830 |

Cet article présente les faits marquants de l'année 1809 en mathématiques.

## Naissances
- 24 mars : Joseph Liouville (mort en 1882), mathématicien français.
- 4 avril : Benjamin Peirce (mort en 1880), mathématicien américain.
- 15 avril : Hermann Günther Grassmann (mort en 1877), mathématicien et physicien allemand.
- 6 mai : Juan María Gutiérrez (mort en 1878), mathématicien, écrivain et homme politique argentin.
- 4 septembre : Luigi Federico Menabrea (mort en 1896), mathématicien, ingénieur militaire et homme politique piémontais.
- James MacCullagh (mort en 1847), mathématicien irlandais.